# Лубянское сельское поселение (Татарстан)
Лубянское сельское поселение — сельское поселение в Кукморском районе Республики Татарстан России.
Административный центр — село Лубяны.

## Состав поселения
- село Лубяны
- село Сердоусь
- село Чулыгино

## Население
| 2010  | 2011  | 2012  | 2013  | 2014  | 2015  | 2016  |
| ----- | ----- | ----- | ----- | ----- | ----- | ----- |
| 1756  | ↘1755 | ↘1670 | ↘1614 | ↘1561 | ↗1585 | ↗1588 |
| 2017  | 2018  |       |       |       |       |       |
| ↘1578 | ↘1561 |       |       |       |       |       |

## География
От остальной территории района (и республики) отделено рекой Вятка. Граничит по суше с Кировской областью и Удмуртией.
Крупнейшая река —  Лубянка (памятник природы), протекают также речки Улюшка, Сердоуська, Сарамачка. Охранными объектами являются и эталонные насаждения площадью 3,6 гектара, заложенные в 1910 году. Сохранился помещичий парк со своими высокими елями и соснами, густым подлеском.

## Транспорт
По территории проходят автодороги Лубяны – Морты (выход на М-7 «Волга»), Лубяны – Сосновка (на Вятские Поляны, Кукмор), Лубяны – Бемыж (проходит через все населённые пункты поселения), грунтовая дорога Лубяны – переправа через Вятку (в зимнее время движение к с. Плаксиха осуществляется по льду Вятки).

## Объекты социальной сферы
В поселении расположены: лесхоз-техникум, средняя школа, два детских сада, участковая больница, почтовое отделение, аптека, десять магазинов.